# Campo Grande do Piauí
Campo Grande do Piauí là một đô thị thuộc bang Piauí, Brasil. Đô thị này có diện tích 291,581 km², dân số năm 2007 là 5645 người, mật độ 19,36 người/km².